# Jüdischer Friedhof (Miesenheim)

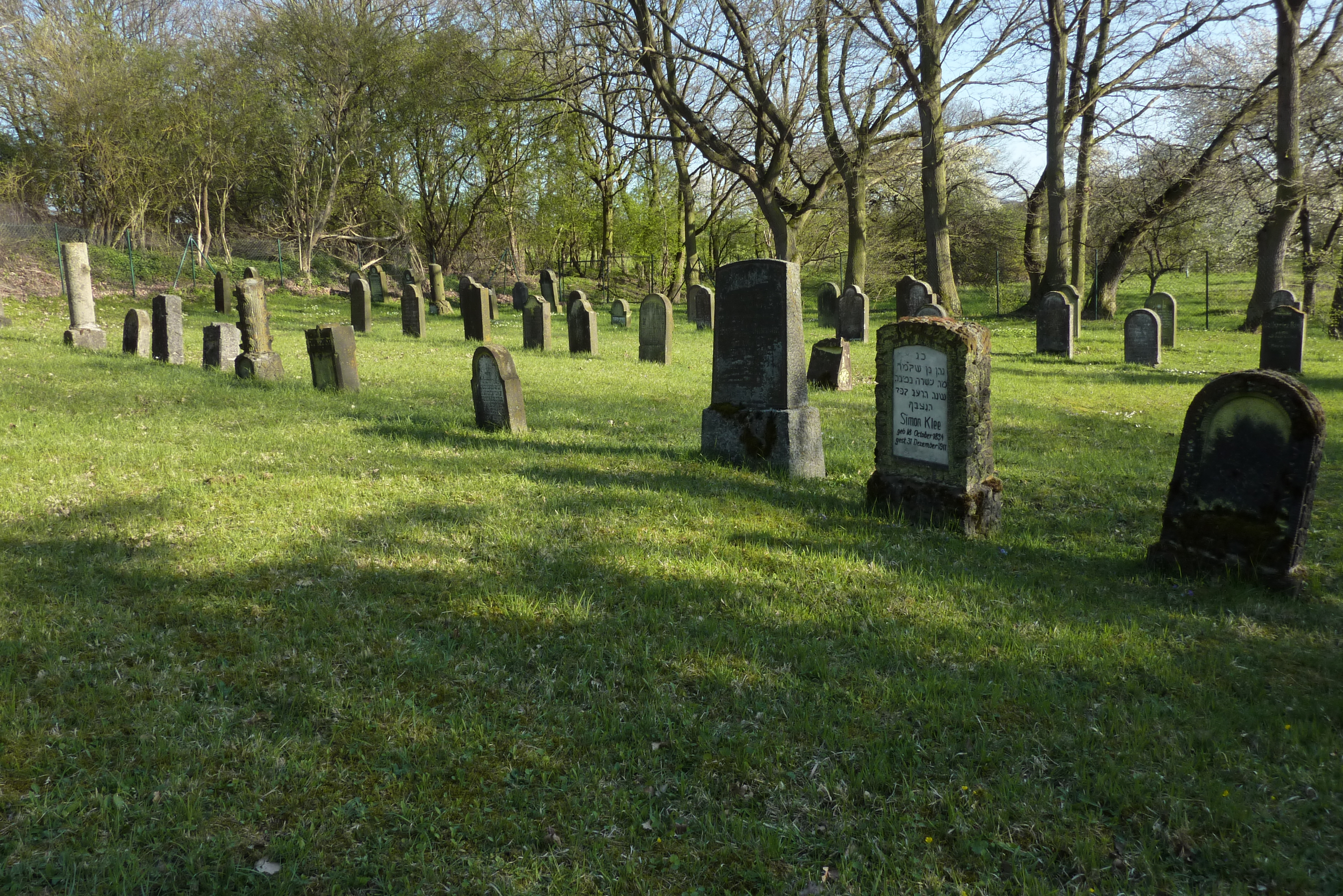
Jüdischer Friedhof in Miesenheim

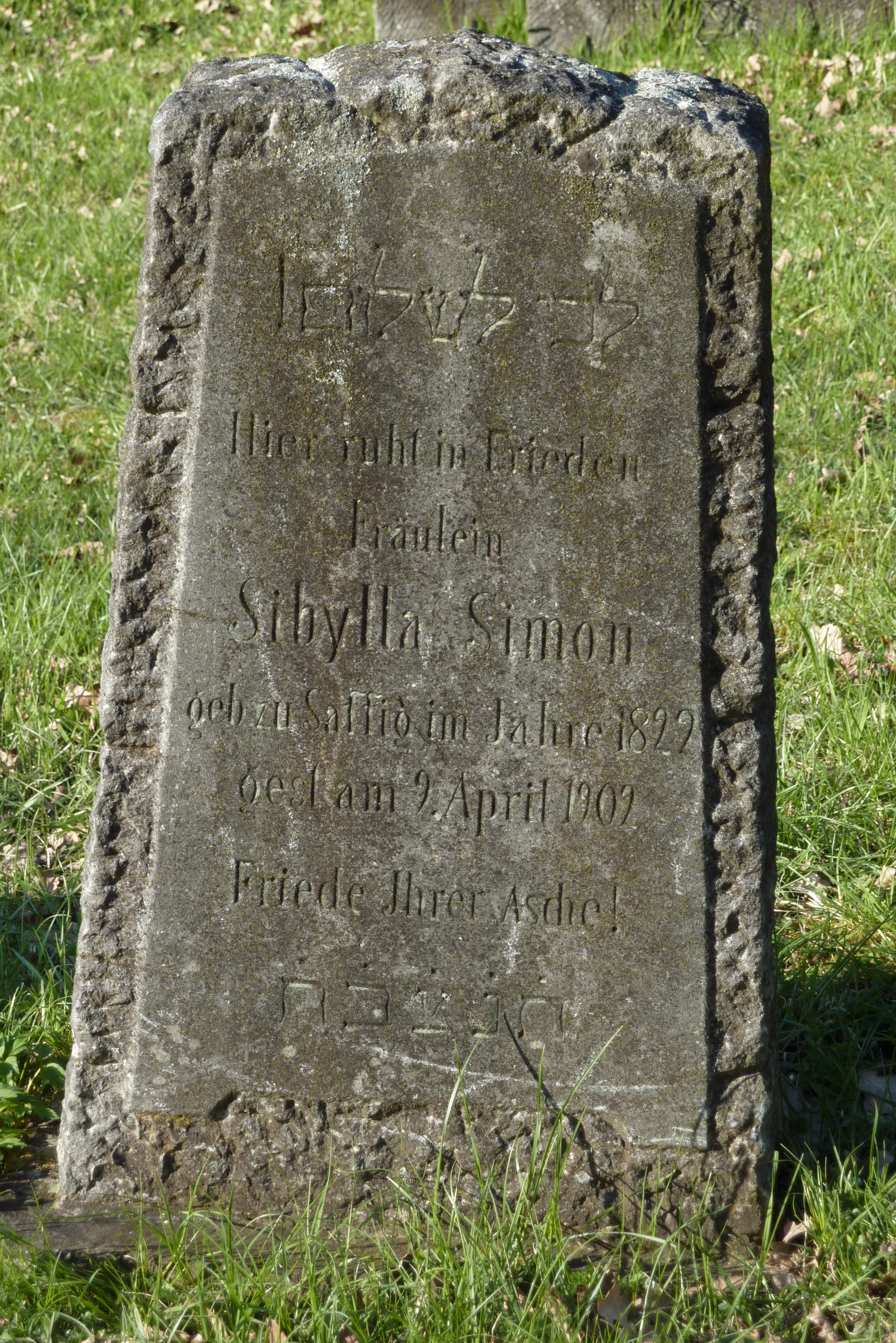
Grabstein der Sibylla Simon

Der Jüdische Friedhof Miesenheim ist ein jüdischer Friedhof in Miesenheim, einem Stadtteil von Andernach im Landkreis Mayen-Koblenz in Rheinland-Pfalz. Der Friedhof ist ein geschütztes Kulturdenkmal, er befindet sich südlich des Ortes in der Flur Im Deyert, etwa 300 Meter östlich der Straße nach Saffig.

## Geschichte
Der 1853 angelegte jüdische Friedhof in Miesenheim war ein Verbandsfriedhof der jüdischen Gemeinden in Miesenheim, Plaidt und Saffig.
Auf dem 8,36 Ar großen Friedhof sind heute noch 66 Grabsteine vorhanden. Die erste Bestattung fand 1853 und die letzte 1939 statt.